# Terry Gibbs

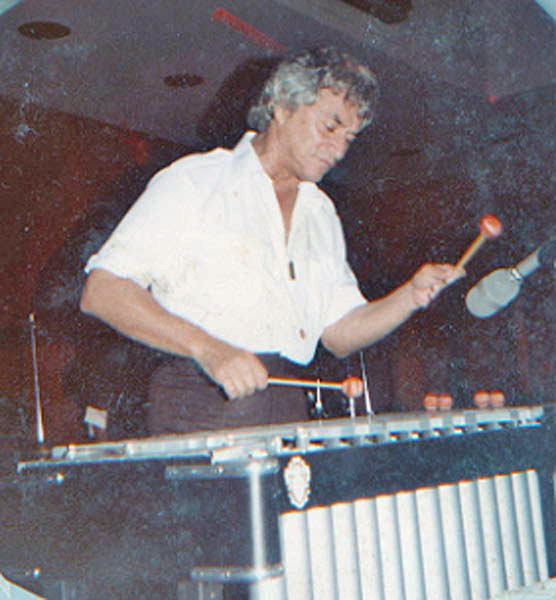
Gibbs en el Village Jazz Lounge en Walt Disney World.

Julius Gubenko (Nueva York, 13 de octubre de 1924), conocido como Terry Gibbs, es un vibrafonista y director de orquesta Estadounidense de jazz.
Ha grabado y tocado con músicos como Tommy Dorsey, Chubby Jackson, Buddy Rich, Woody Herman, Benny Goodman, Louie Bellson, Charlie Shavers, Mel Tormé, Buddy DeFranco y otros. También trabajó en cine y televisión en Los Ángeles. 
Fue un popular invitado de los programas de televisión de variedades Star Time de DuMont Television Network en 1950-51 y de The Steve Allen Show a finales de los años 50, donde tocaba habitualmente en directo dúos de vibráfono con el presentador. Aparecieron también en el especial televisivo con motivo del 75 cumpleaños de Steve Allen, en la PBS-TV, en 1997.
Gibbs fue también el líder de la orquesta del programa That Regis Philbin Show.
Como instrumentista, junto con su big band The Dream Band, Gibbs ha ganado en varias encuestas prestigiosas, como las de las revistas especializadas Downbeat y Metronome.
Gibbs ha publicado su autobiografía titulada Good Vibes: A Life in Jazz, con la colaboración de Cary Ginell.

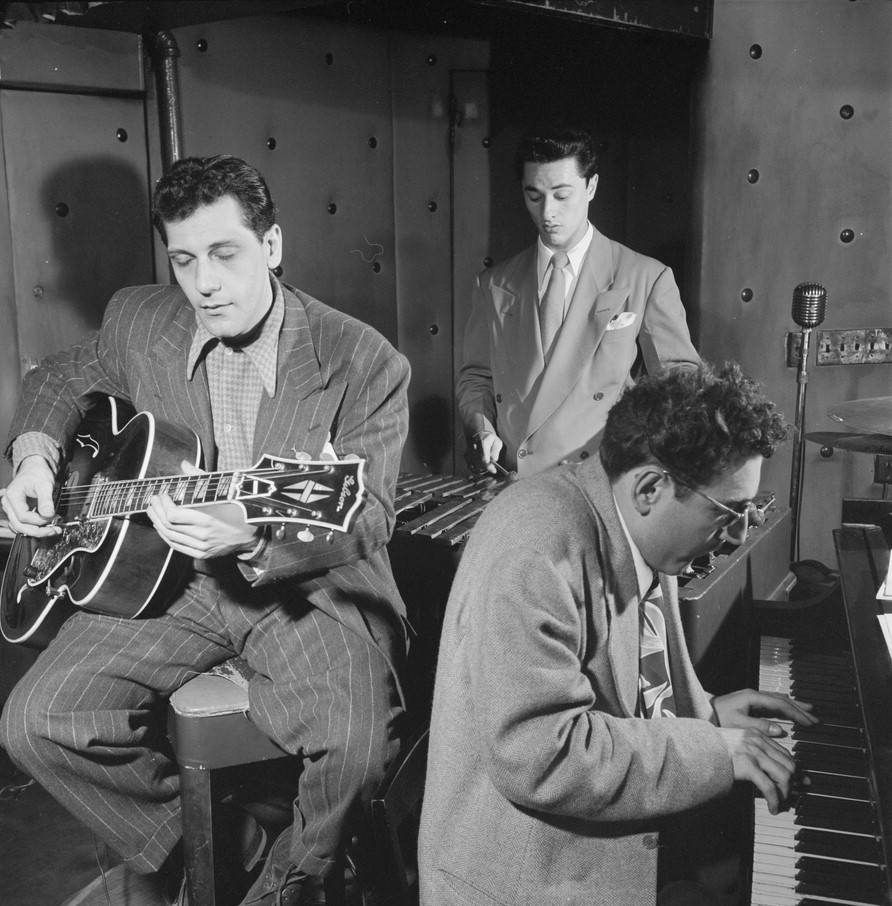
Bill De Arango, Terry Gibbs y Harry Biss, Three Deuces, Nueva York, ca. junio de 1947.